# 米切爾·特弗雷德
米切爾·特弗雷德（荷蘭語：Mitchell te Vrede；1991年8月7日—）是一位荷蘭足球運動員。在場上的位置是前鋒。他現在效力於荷蘭足球甲級聯賽球隊飛燕諾。